# HQI Transelec
Transelec S.A. es la mayor empresa de transmisión eléctrica en Chile, contando con participaciones en líneas de transmisión del Sistema Eléctrico Nacional (SEN). Transporta electricidad a zonas donde reside el 98,5% de la población del país, entre las regiones de Arica y Parinacota, y Los Lagos.

### Historia
El desarrollo del actual sistema de transmisión de Transelec se inicia en el año 1943 con la creación de la Empresa Nacional de Electricidad S.A. como filial de la Corporación de Fomento de la Producción (CORFO).

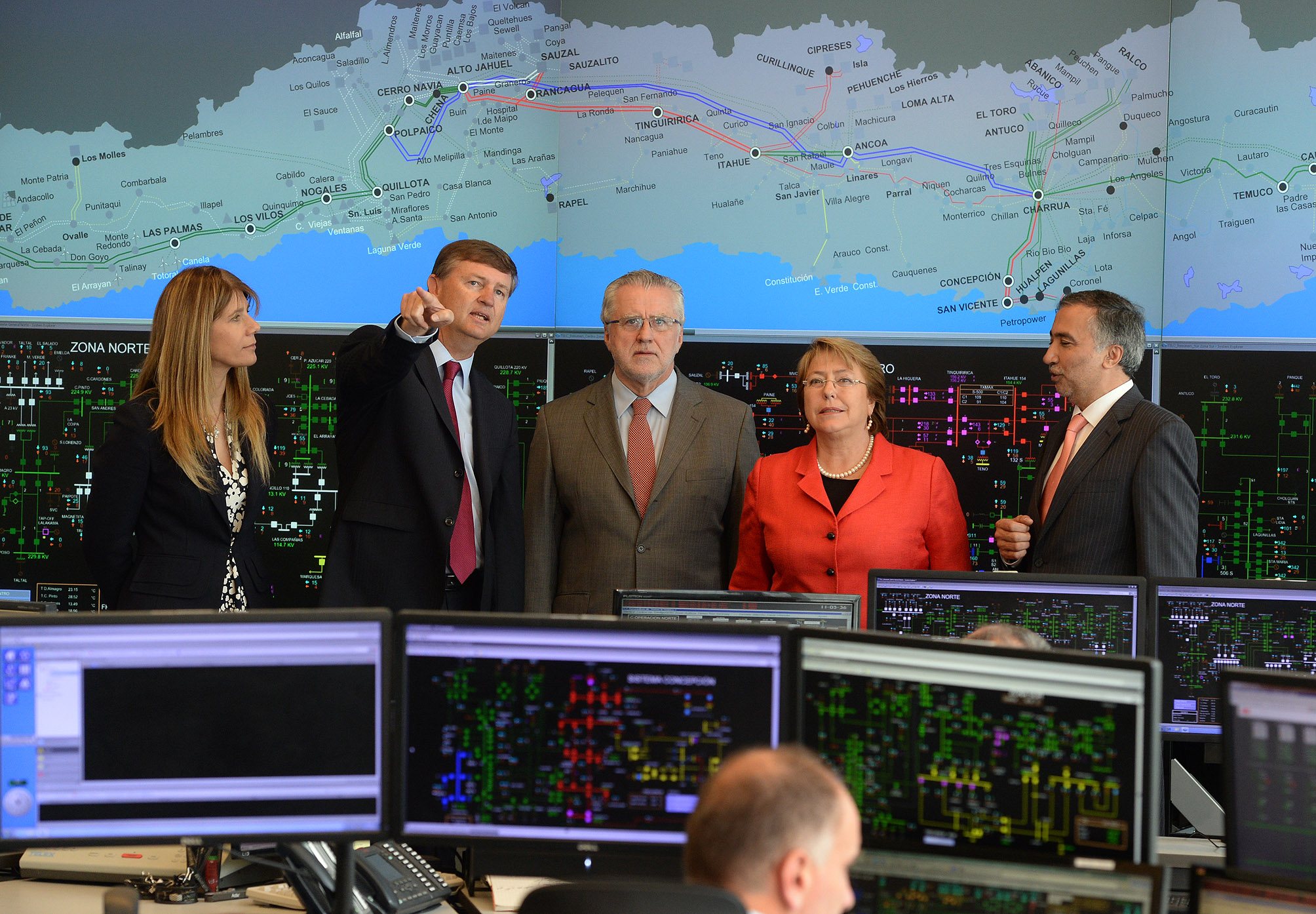
La Presidenta Michelle Bachelet participó en la inauguración del Centro Nacional de Operaciones de Transmisión de Energía Eléctrica de Transelec.

Estas entidades estatales llevaron a cabo el Plan de Electrificación en todo el territorio nacional, construyendo centrales generadoras y líneas de transmisión inicialmente en regiones. Con el tiempo, estas líneas se entrelazaron hasta conformar el actual Sistema Interconectado Central de Chile como asimismo otros sistemas aislados.
Con la privatización y reestructuración del sector eléctrico chileno en la década de los ochenta, la diferente naturaleza de los negocios de generación, transmisión y distribución se hizo evidente. En 1993, ENDESA creó como filial la Compañía Nacional de Transmisión Eléctrica S.A. (Transelec), dedicada exclusivamente al transporte de energía eléctrica.
En el año 2000, se formó HQI Transelec Chile S.A., filial del grupo Hydro-Québec, con el propósito de comprar el capital accionario de Transelec. Una vez adquirido el 100% de las acciones, HQI Transelec Chile S.A. absorbió la Transelec. y se transformó en su continuadora para todos los efectos legales.
En abril de 2003, la Corporación Financiera Internacional (IFC-), filial del Banco Mundial, ingresó a la propiedad de Transelec poseyendo en la actualidad un 8% del capital.
Asimismo, en mayo de 2003, HQI Transelec Chile formó su filial HQI Transelec Norte -conocida como Transelec Norte- con el objeto de adquirir instalaciones de transmisión de electricidad en el Sistema Interconectado del Norte Grande (SING).
Finalmente, el 30 de junio de 2006 el consorcio liderado por Brookfield Asset Management e integrado además por Canada Pension Plan Investment Board, British Columbia Investment Management Corporation y Public Service Pension Investment Board adquirieron el 100% de la propiedad de Transelec.

## Fuente
- Historia de Transelec,

## Enlaces
- sitio de HQI Transelec

- Datos: Q5572779